# Pavel Krupensky
Pavel Krupensky (în rusă Павел Николаевич Крупенский; n. 19 februarie 1863 – d. 1939) a fost o persoană publică și politician țarist, deputat în Duma de Stat al celor de-a II-a, a III-a și a IV-a convocări din partea Basarabiei. A fost unul dintre liderii Uniunii Naționale Ruse.

## Biografie
Provenea din vechea familie nobiliară Krupensky. A fost fiul lui Nikolai Krupensky (1822–1893), șambelan și mareșal al nobilimii din Basarabia. Frații Anatoli și Vasili erau diplomați, pe când Mihail și Aleksandr au fost mareșali guberniali ai nobilimii.
A absolvit Școala reală din Kiev și Școala de cavalerie din Nikolaev de categoria I (1885), pe care a absolvit-o ca cornet al Regimentului de husari din Grodno. În anii 1892-1897 a fost adjutant al guvernatorului-general din Varșovia. În 1897 s-a pensionat cu gradul de colonel de gardă.
După pensionare, s-a dedicat activităților sociale. A fost un proprietar de teren în ținutul Hotin (811 zeciuieli). A fost ales conducător al adunărilor de zemstvo ale ținutului Hotin și al guberniei Basarabia, membru al consiliului de zemstvo al ținutului Hotin (1897-1899), mareșal al nobilimii ținutului Hotin (1899-1910), magistrat de onoare pentru ținutului Hotin între 1898-1917 și deputat al nobilimii aceluiași ținut (1908-1910). A urcat la gradul de consilier de stat (1907), ulterior, în gradul de camarel de curte (1909).
După proclamarea Manifestului din octombrie, el a devenit unul dintre organizatorii cercului politic basarabean „Patrioții ruși de la Chișinău” (Кишиневские русские патриоты) și al Partidului Centrului Basarabiei. În 1906, a participat la cel de-al treilea Congres al poporului rus de la Kiev, a participat la discuțiile despre campania electorală în Dumă. 

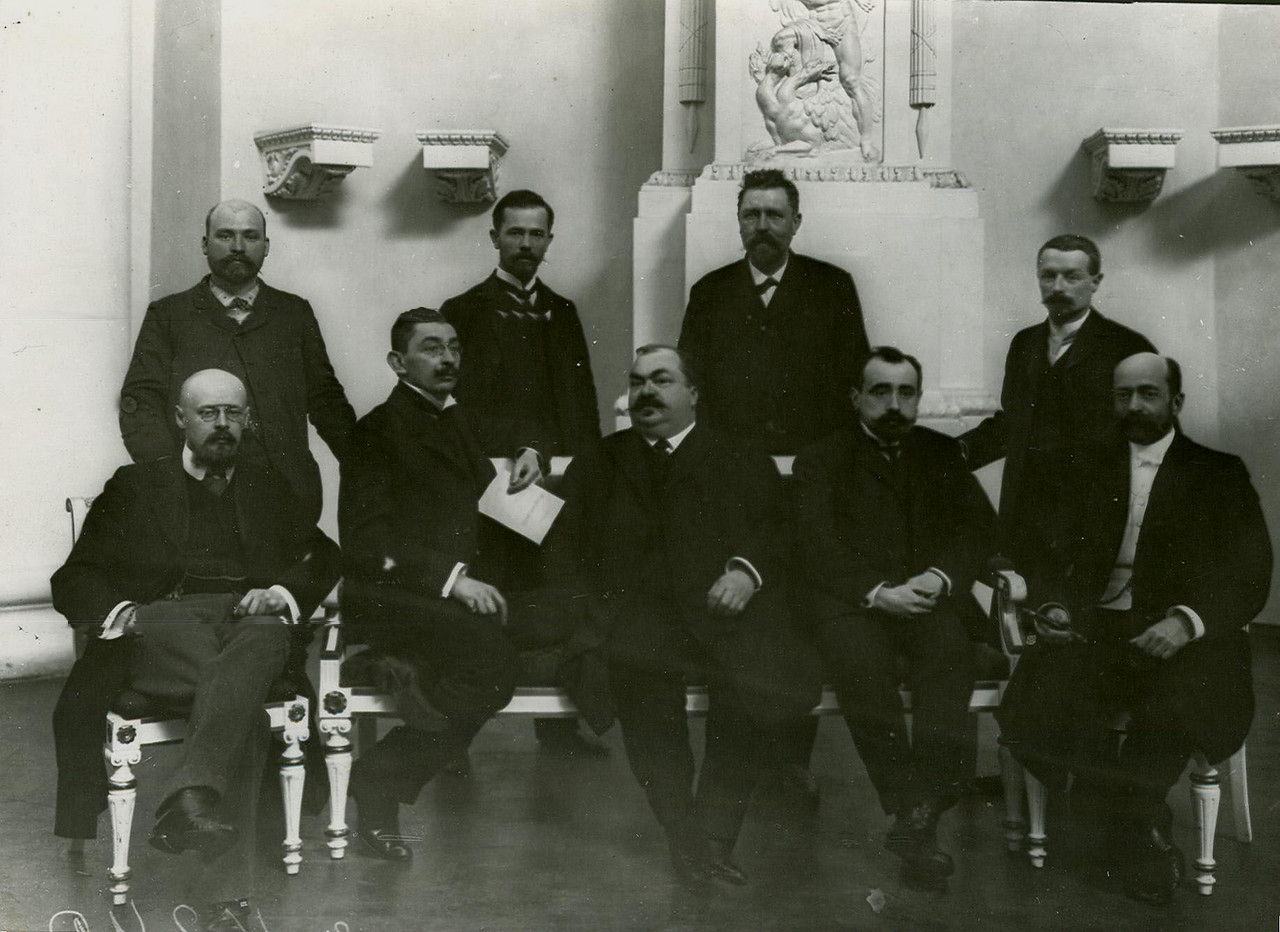
Membri ai Dumei a II-a de Stat din partea Basarabiei. În picioare (de la stânga): Emelian Melenciuc, Arefa Tretiacenko, Johann Gerstenberger și Dmitri Sveatopolk-Mirski; așezați (de la stânga): Vladimir Purișkevici, Pavel Krupensky, Anton Demianovici, Pantelimon Sinadino și Pavel Crușeveanu.

În februarie 1907 a fost ales membru al Dumei a II-a de Stat din gubernia Basarabia. A fost membru al grupului de dreapta, reprezentant al acesteia în Reuniunea membrilor prezidiului Dumei și a reprezentanților fracțiunilor. În cadrul acesteia a fost membru al comitetului financiar. El a susținut condamnarea asasinatelor politice și a terorii în timpul revoluției din 1905.
A fost maistru al Clubului partidelor moderate și de dreapta, creat în primăvara anului 1907 la Sankt Petersburg pentru a coordona activitățile dreptei în Dumă. La 16 mai a aceluiași an, în fruntea unei deputații de membri de dreapta ai Dumei, a primit o audiență la Nicolae al II-lea în Țarskoe Selo, iar în iunie a participat la Congresul Rus al liderilor de zemstvo de la Moscova.
În noiembrie 1907 a fost ales membru al Dumei a III-a de Stat din partea congresului proprietarilor de pământ din Basarabia. A fost membru al fracțiunii de dreapta-moderată, din a 3-a sesiune, fracțiunea națională rusă. În 1909, a inițiat crearea unui bloc de centru-dreapta cu participarea naționaliștilor și octobriștilor, a susținut abolirea imunității constituționale a Finlandei. A fost președintele comisiei de examinare a proiectului de lege privind procedura de emitere a legilor și reglementărilor privind Finlanda, precum și membru al comisiilor: administrativă, bugetară, apărare națională, cereri, ordine, reformă judiciară, financiară și guvernare locală.
Între anii 1908-1910 a fost unul dintre liderii Partidului dreptei moderate. În 1909 a devenit unul dintre organizatorii și conducătorii Clubului Național Rus. La 31 ianuarie 1910 a fost ales membru al Consiliului Uniunii Ruse.  
Potrivit ziarului „Dimineața Rusiei”, Krupensky s-a aflat în spatele numirii lui Lev Casso (la fel cu origini basarabene) ca ministru al Educației: „Inițiativa de a-l alege pe Casso vine exclusiv de la naționaliști și de la deputatul Krupensky. Fratele lui Krupensky, liderul basarabean al nobilimii Anatoli Krupensky, care joacă și un rol binecunoscut în viața din culise, este căsătorit cu sora lui Lev Casso și are relații strânse și de prietenie atât cu el, cât și cu Piotr Stolîpin”.

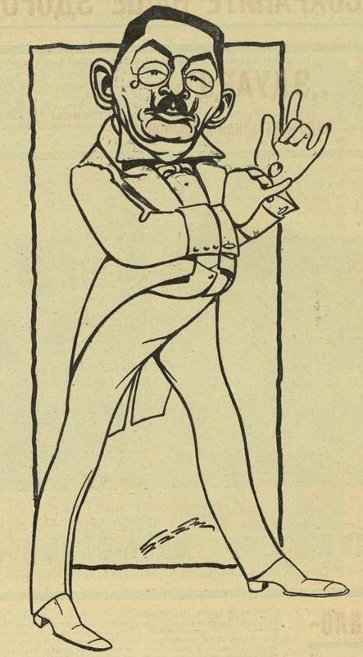
„Maestrul de ceremonii din Dumă P. N. Krupensky”. Caricatură din ziarul „Timpul nou” (Новое время).

În 1911, după criza parlamentară provocată de aprobarea proiectului de lege privind zemstvele din teritoriul de vest, a organizat și condus un grup de naționaliști independenți în Dumă.
În 1912 a fost reales în Duma de Stat. A fost vicepreședinte al fracțiunii centrului. De asemenea, președintele comisiei de ordine, precum și membru al comisiilor: bugetară, administrativă, anchete, afaceri militare și navale, conciliere, combatere a dominației germane, agricolă și administrativă. Odată cu declanșarea Primului Război Mondial, a fost ales membru al Adunării Speciale pentru a discuta și a uni măsurile de apărare a statului.
În august 1915 s-a alăturat biroului Blocului progresist din fracțiunea de centru, din septembrie fiind secretarul secției din Dumă a acestuia. A încercat să prevină opoziția excesivă a Blocului progresist față de guvern, avertizând în secret pe acesta din urmă cu privire la intențiile liderilor blocului. În noiembrie 1916, după ce și-a expus legăturile cu guvernul, a fost nevoit să părăsească blocul și fracțiunea centriștilor.
După Revoluția din februarie și căderea guvernului țarist, a fost demascat ca agent plătit al Departamentului de Poliție și acuzat că a primit 20.000 de ruble din fonduri guvernamentale secrete. La 15 martie, a demisionat din funcția de membru al Dumei de Stat și a trimis un cec de 20 de mii de ruble Comitetului Provizoriu.
A susținut și participat la mișcarea albă, apoi a emigrat în Franța.
A locuit la Paris, unde a fost membru al Consiliului Suprem Monarhist și a fost unul dintre liderii Asociației Monarhiștilor Ruși. În 1921 a participat la Congresul monarhic. A fost un susținător al Marelui Duce Kiril Vladimirovici și membru al Conferinței Suverane creată din propria inițiativă, precum și președintele Biroului de Informații. A fost și președinte al Societății pentru Unitatea Rușilor din Nisa, în 1920 a fondat Academia Liberă de Arte din Nisa. A publicat studiul istoric „Secretul împăratului: Alexandru I și Feodor Kozmici” (Berlin, 1927).
În 1934, a luat parte la o întâlnire solemnă dedicată „Zilei Rusiei Imperiale”. A participat la lucrările Societății de Asistență pentru Organizațiile Naționale Ruse ale Tinerei Generații.
A murit în 1939. A fost căsătorit și a avut un copil.

## Distincții
- Ordinul Sf. Stanislav, gradul III (1893)
- Ordinul Sf. Anna, gradul II (1901)
- Ordinul Sf. Vladimir, gradul III (1914)
- Ordinul muntenegrean al prințului Daniel I, gradul IV